# Søren Kjeldsen
Søren Kjeldsen (* 17. Mai 1975 in Aalborg) ist ein dänischer Profigolfer der PGA European Tour.

## Karriere
Kjeldsen wurde 1995 Berufsgolfer und qualifizierte sich über die Challenge Tour für die European Tour ab der Saison 1998. Dort gewann er 2003 sein erstes großes Turnier und platzierte sich in der abschließenden European Tour Order of Merit auf dem 27. Rang.
Kjeldsen vertrat sein Land mehrfach beim World Cup und stand 2009 in der kontinentaleuropäischen Auswahl bei der Vivendi Trophy. Im November 2016 gewann er mit seinem Landsmann Thorbjørn Olesen den World Cup für Dänemark.
Er ist seit 2000 mit seiner Frau Charlotte verheiratet. Die beiden haben einen Sohn (Emil, * 2003) und ihren Wohnsitz im englischen Ascot.

## European Tour Siege
- 2003 The Diageo Championship at Gleneagles
- 2008 Volvo Masters
- 2009 Open de Andalucía
- 2015 Dubai Duty Free Irish Open

## Andere Turniersiege
- 1997 Volvo Finnish Open (Challenge Tour)

## Teilnahme an Mannschaftsbewerben
- World Cup (für Dänemark): 1998, 1999, 2003, 2004, 2009, 2016 (Sieger)
- Vivendi Trophy (für Kontinentaleuropa): 2009
- Royal Trophy (für Europa): 2010 (Sieger)
- EurAsia Cup (für Europa): 2016 (Sieger)

## Resultate bei Major Championships
| Tournament        | 2001 | 2002 | 2003 | 2004 | 2005 | 2006 | 2007 | 2008 | 2009 |
| ----------------- | ---- | ---- | ---- | ---- | ---- | ---- | ---- | ---- | ---- |
| Masters           | DNP  | DNP  | DNP  | DNP  | DNP  | DNP  | DNP  | DNP  | CUT  |
| US Open           | DNP  | DNP  | DNP  | DNP  | T52  | DNP  | CUT  | DNP  | DNP  |
| Open Championship | CUT  | DNP  | CUT  | DNP  | DNP  | T41  | DNP  | CUT  | T27  |
| PGA Championship  | DNP  | DNP  | DNP  | DNP  | DNP  | DNP  | DNP  | CUT  | T6   |

| Tournament        | 2010 | 2011 | 2012 | 2013 | 2014 | 2015 | 2016 | 2017 |
| ----------------- | ---- | ---- | ---- | ---- | ---- | ---- | ---- | ---- |
| Masters           | T30  | DNP  | DNP  | DNP  | DNP  | DNP  | T7   | T36  |
| US Open           | T33  | DNP  | CUT  | DNP  | DNP  | DNP  | CUT  | DNP  |
| Open Championship | T37  | DNP  | DNP  | DNP  | DNP  | CUT  | T9   | T37  |
| PGA Championship  | CUT  | DNP  | DNP  | DNP  | DNP  | CUT  | T33  | CUT  |

DNP = nicht teilgenommen

CUT = Cut nicht geschafft

„T“ geteilte Platzierung

Grüner Hintergrund für Siege

Gelber Hintergrund für Top 10